# 勒福夫鄉
44°52′N 26°8′E / 44.867°N 26.133°E
勒福夫鄉（羅馬尼亞語：Comuna Râfov, Prahova），是羅馬尼亞的鄉份，位於該國中南部，由普拉霍瓦縣負責管轄，面積28平方公里，海拔高度96米，2007年人口5,526，人口密度每平方公里200人。